# Orfelia triangulifera
Orfelia triangulifera är en tvåvingeart som beskrevs av Freeman 1951. Orfelia triangulifera ingår i släktet Orfelia och familjen platthornsmyggor. Inga underarter finns listade i Catalogue of Life.